# Heloscopa petricola
Heloscopa petricola är en fjärilsart som beskrevs av Alexey Diakonoff 1955. Heloscopa petricola ingår i släktet Heloscopa och familjen Praktmalar, Oecophoridae. Inga underarter finns listade i Catalogue of Life.